# Équipe du pays de Galles de football au Championnat d'Europe 2016
Cet article relate le parcours de l'équipe du pays de Galles de football lors du Championnat d'Europe de football 2016 organisé en France du 10 juin au 10 juillet 2016.
C'est la première qualification du pays de Galles à une phase finale de championnat d'Europe, et à une compétition internationale depuis la coupe du monde de 1958. Elle constitue avec l'Islande l'une des surprises de cet Euro en atteignant les demi-finales, en éliminant notamment l'équipe belge annoncée favorite avec sa "génération dorée"[réf. nécessaire] par 3 buts à 1.

## Effectif
| Numéro / Nom       | Numéro / Nom       | Équipe                                 | Sél. (but)                                        | Date de naissance | J.              |                 |                 |                 |                 |
| Gardiens de but    | Gardiens de but    | Gardiens de but                        | Gardiens de but                                   | Gardiens de but   | Gardiens de but | Gardiens de but | Gardiens de but | Gardiens de but | Gardiens de but |
| ------------------ | ------------------ | -------------------------------------- | ------------------------------------------------- | ----------------- | --------------- | --------------- | --------------- | --------------- | --------------- |
| 12                 | Owain Fôn Williams | Inverness Caledonian Thistle           | 1 (0)                                             | 17.03.1987        | 0               | 0               | 0               | 0               | 0               |
| 1                  | Wayne Hennessey    | Crystal Palace                         | 60 (0)                                            | 24.01.1987        | 3               | 0               | 0               | 0               | 0               |
| 21                 | Danny Ward         | Aberdeen Football Club                 | 3 (0)                                             | 22.06.1993        | 1               | 0               | 0               | 0               | 0               |
| Défenseurs         |                    |                                        |                                                   |                   |                 |                 |                 |                 |                 |
| 5                  | James Chester      | West Bromwich Albion                   | 15 (0)                                            | 23.01.1989        | 4               | 0               | 0               | 0               | 0               |
| 19                 | James Collins      | West Ham United Football Club          | 47 (3)                                            | 23.08.1983        | 0               | 0               | 0               | 0               | 0               |
| 4                  | Ben Davies         | Tottenham Hotspur Football Club        | 24 (0)                                            | 24.04.1993        | 4               | 0               | 0               | 0               | 0               |
| 2                  | Chris Gunter       | Reading Football Club                  | 71 (0)                                            | 21.07.1989        | 4               | 0               | 1               | 0               | 0               |
| 15                 | Jazz Richards      | Fulham Football Club                   | 10 (0)                                            | 12.04.1991        | 1               | 1               | 0               | 0               | 0               |
| 3                  | Neil Taylor        | Swansea City Association Football Club | 13 (0)                                            | 07.02.1989        | 4               | 1               | 0               | 0               | 0               |
| 6                  | Ashley Williams    | Swansea City Association Football Club | 63 (1)                                            | 23.0.1984         | 4               | 0               | 0               | 0               | 0               |
| Milieux de terrain |                    |                                        |                                                   |                   |                 |                 |                 |                 |                 |
| 7                  | Joe Allen          | Liverpool Football Club                | 29 (0)                                            | 14.03.1990        | 4               | 0               | 0               | 0               | 0               |
| 14                 | David Edwards      | Wolverhampton Wanderers Football Club  | 35 (3)                                            | 03.02.1986        | 3               | 0               | 0               | 0               | 0               |
| 8                  | Andy King          | Leicester City                         | 34 (2)                                            | 29.10.1988        | 1               | 0               | 0               | 0               | 0               |
| 16                 | Joe Ledley         | Crystal Palace Football Club           | 7 (1)                                             | 25.03.1991        | 3               | 0               | 2               | 0               | 0               |
| 10                 | Aaron Ramsey       | Arsenal                                | 43 (11)                                           | 26.12.1990        | 4               | 1               | 0               | 0               | 0               |
| 22                 | David Vaughan      | Nottingham Forest Football Club        | 48 (8)                                            | 09.04.1987        | 4               | 0               | 0               | 0               | 0               |
| 20                 | Jonathan Williams  | Milton Keynes Dons Football Club       | 35 (5)                                            | 15.03.1993        | 4               | 0               | 0               | 0               | 0               |
| Attaquants         |                    |                                        |                                                   |                   |                 |                 |                 |                 |                 |
| 11                 | Gareth Bale        | Real Madrid                            | 59 (22)                                           | 16.07.1989        | 4               | 3               | 0               | 0               | 0               |
| 23                 | Simon Church       | Reading Football Club                  | 31 (10)                                           | 21.03.1991        | 4               | 3               | 0               | 0               | 0               |
| 17                 | David Cotterill    | Birmingham City Football Club          | 52 (18)                                           | 30.09.1986        | 3               | 1               | 1               | 0               | 0               |
| 9                  | Hal Robson-Kanu    | Swindon Town Football Club             | 11 (0)                                            | 05.15.1995        | 2               | 0               | 0               | 0               | 0               |
| 18                 | Sam Vokes          | Burnley Football Club                  | 9 (1)                                             | 13.06.1996        | 4               | 0               | 0               | 0               | 0               |
| 13                 | George Williams    | Milton Keynes Dons Football Club       | 30 (7)                                            | 05.12.1985        | 3               | 0               | 0               | 0               | 0               |
| Sélectionneur      |                    |                                        |                                                   |                   |                 |                 |                 |                 |                 |
|                    | Chris Coleman      |                                        | Sélectionneur : 28 matchs (V : 11, N : 6, D : 11) | 15.10.1968        |                 |                 |                 |                 |                 |

 = capitaine --  Gardien de butDéfenseurMilieu de terrainAttaquantSélectionneur

## Qualification
Le pays de Galles termine deuxième du groupe B derrière la Belgique.
| Rang | Équipe             | Pts | J  | G | N | P  | Bp | Bc | Diff |  | Résultats (▼ dom., ► ext.) |     |     |     |     |     |     |
| ---- | ------------------ | --- | -- | - | - | -- | -- | -- | ---- |  | -------------------------- | --- | --- | --- | --- | --- | --- |
| 1    | Belgique           | 23  | 10 | 7 | 2 | 1  | 24 | 5  | +19  |  | Belgique                   |     | 0-0 | 3-1 | 3-1 | 5-0 | 6-0 |
| 2    | Pays de Galles     | 21  | 10 | 6 | 3 | 1  | 11 | 4  | +7   |  | Pays de Galles             | 1-0 |     | 0-0 | 0-0 | 2-1 | 2-0 |
| 3    | Bosnie-Herzégovine | 17  | 10 | 5 | 2 | 3  | 17 | 12 | +5   |  | Bosnie-Herzégovine         | 1-1 | 2-0 |     | 3-1 | 1-2 | 3-0 |
| 4    | Israël             | 13  | 10 | 4 | 1 | 5  | 16 | 14 | +2   |  | Israël                     | 0-1 | 0-3 | 3-0 |     | 1-2 | 4-0 |
| 5    | Chypre             | 12  | 10 | 4 | 0 | 6  | 16 | 17 | -1   |  | Chypre                     | 0-1 | 0-1 | 2-3 | 1-2 |     | 5-0 |
| 6    | Andorre            | 0   | 10 | 0 | 0 | 10 | 4  | 36 | -32  |  | Andorre                    | 1-4 | 1-2 | 0-3 | 1-4 | 1-3 |     |

## Phase finale

### Premier tour - groupe B
Le pays de Galles se trouve dans le groupe B avec l'Angleterre, la Russie et la Slovaquie.
| Rang | Équipe         | Pts | J | G | N | P | Bp | Bc | Diff |
| ---- | -------------- | --- | - | - | - | - | -- | -- | ---- |
| 1    | Pays de Galles | 6   | 3 | 2 | 0 | 1 | 6  | 3  | +3   |
| 2    | Angleterre     | 5   | 3 | 1 | 2 | 0 | 3  | 2  | +1   |
| 3    | Slovaquie      | 4   | 3 | 1 | 0 | 1 | 3  | 3  | 0    |
| 4    | Russie         | 1   | 3 | 0 | 1 | 1 | 2  | 6  | -4   |

     Équipes directement qualifiées ;      Équipe qualifiée en tant que meilleure 3e ; Pts : points ; J : matchs joués ; G : matchs gagnés ; N : matchs nuls ; P : matchs perdus ;

Bp : buts pour ; Bc : buts contre ; Diff : différence de buts.
| Match 3                                              | Pays de Galles                       | 2 - 1   | Slovaquie       | Matmut Atlantique, Bordeaux                        |                                                    |
| 11 juin 2016 · 18 h CEST · Historique des rencontres | Bale 10e · ( Ramsey) Robson-Kanu 81e | (1 - 0) | 61e Duda (Mak ) | Spectateurs : 37 831 Arbitrage : Svein Oddvar Moen | Spectateurs : 37 831 Arbitrage : Svein Oddvar Moen |
| 11 juin 2016 · 18 h CEST · Historique des rencontres | Rapport                              |         |                 | Spectateurs : 37 831 Arbitrage : Svein Oddvar Moen | Spectateurs : 37 831 Arbitrage : Svein Oddvar Moen |

| Match 16                                             | Angleterre                               | 2 - 1   | Pays de Galles | Stade Bollaert-Delelis, Lens                 |                                              |
| 16 juin 2016 · 15 h CEST · Historique des rencontres | Vardy 56e · ( Dele Alli) Sturridge 90+2e | (0 - 1) | 42e Bale       | Spectateurs : 34 033 Arbitrage : Felix Brych | Spectateurs : 34 033 Arbitrage : Felix Brych |
| 16 juin 2016 · 15 h CEST · Historique des rencontres | Rapport                                  |         |                | Spectateurs : 34 033 Arbitrage : Felix Brych | Spectateurs : 34 033 Arbitrage : Felix Brych |

| Match 27                                             | Russie  | 0 - 3   | Pays de Galles                                       | Stadium, Toulouse                               |                                                 |
| 20 juin 2016 · 21 h CEST · Historique des rencontres |         | (0 - 2) | 11e Ramsey (Alen ) · 20e Taylor · 67e Bale (Ramsey ) | Spectateurs : 28 840 Arbitrage : Jonas Eriksson | Spectateurs : 28 840 Arbitrage : Jonas Eriksson |
| 20 juin 2016 · 21 h CEST · Historique des rencontres | Rapport |         |                                                      | Spectateurs : 28 840 Arbitrage : Jonas Eriksson | Spectateurs : 28 840 Arbitrage : Jonas Eriksson |

### Huitième de finale
| Match 38                                             | Pays de Galles    | 1 - 0   | Irlande du Nord | Parc des Princes, Paris                          |                                                  |
| 25 juin 2016 · 18 h CEST · Historique des rencontres | McAuley 75e (csc) | (0 - 0) |                 | Spectateurs : 44 342 Arbitrage : Martin Atkinson | Spectateurs : 44 342 Arbitrage : Martin Atkinson |
| 25 juin 2016 · 18 h CEST · Historique des rencontres | Rapport           |         |                 | Spectateurs : 44 342 Arbitrage : Martin Atkinson | Spectateurs : 44 342 Arbitrage : Martin Atkinson |

### Quart de finale
| Match 46                                                 | Pays de Galles                                                           | 3 - 1   | Belgique                 | Stade Pierre-Mauroy, Villeneuve-d'Ascq         |                                                |
| 1er juillet 2016 · 21 h CEST · Historique des rencontres | ( Ramsey) Williams 31e · ( Ramsey) Robson-Kanu 55e · ( Gunter) Vokes 86e | (1 - 1) | 13e Nainggolan (Hazard ) | Spectateurs : 45 936 Arbitrage : Damir Skomina | Spectateurs : 45 936 Arbitrage : Damir Skomina |
| 1er juillet 2016 · 21 h CEST · Historique des rencontres | Rapport                                                                  |         |                          | Spectateurs : 45 936 Arbitrage : Damir Skomina | Spectateurs : 45 936 Arbitrage : Damir Skomina |

### Demi-finale
| Match 49                                               | Portugal                                       | 2 - 0   | Pays de Galles | Parc Olympique lyonnais, Décines-Charpieu       |                                                 |
| 6 juillet 2016 · 21 h CEST · Historique des rencontres | ( Guerreiro) Ronaldo 50e · ( Ronaldo) Nani 53e | (0 - 0) |                | Spectateurs : 55 679 Arbitrage : Jonas Eriksson | Spectateurs : 55 679 Arbitrage : Jonas Eriksson |
| 6 juillet 2016 · 21 h CEST · Historique des rencontres | Rapport                                        |         |                | Spectateurs : 55 679 Arbitrage : Jonas Eriksson | Spectateurs : 55 679 Arbitrage : Jonas Eriksson |